# Battaglia di Crotone
La battaglia di Crotone, o meglio le battaglie di Crotone  fu combattuta nel 204 a.C. fra l'esercito cartaginese di Annibale e l'armata romana condotta da Publio Sempronio Tuditano. La scontro, avvenuto a Crotone, si concluse in parità.
La battaglia o, più precisamente, le battaglie di Crotone tra il 204 e il 203 a.C. furono, così come l'incursione nella Gallia Cisalpina, gli ultimi scontri su larga scala tra romani e cartaginesi in Italia durante la seconda guerra punica. Dopo la ritirata di Annibale nel Bruttium a causa della debacle del Metauro, i romani cercarono continuamente di impedire alle sue forze di accedere al Mar Ionio e di interrompere la sua eventuale fuga a Cartagine assediando Crotone. Ma il comandante cartaginese si era ritirato nella città ove manteneva il controllo dell'ultimo porto efficiente che era rimasto nelle sue mani dopo anni di combattimenti.

## Fonti
Le ultime gesta di Annibale in Italia sono raccontate da Tito Livio nella sua opera Ab urbe condita. L'altro racconto relativamente dettagliato appartiene ad Appiano, che dedicò una parte speciale della sua Storia romana all'invasione di Annibale. Alcuni dettaglia aggiuntivi si trovano in Cassio Dione Cocceiano.